# Posek

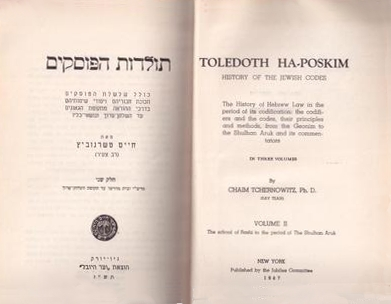
Toledot HaPoskim, a História dos Códigos Judaicos, de Chaim Tchernowitz.

Posek (em hebraico:  פוסק [poˈsek], plural Poskim, פוסקים [pos'kim]) é o termo empregado pela Lei Judaica para definir um "decisor" — um erudito em leis que determina a posição da Halacá nos casos legais nos quais autoridades tradicionalmente consultadas mostram-se inconclusivas ou nas situações em que não há precedente prévia e claramente estabelecido na lei judaica.
A decisão de um posek é conhecida como psak din ou psak halakha ("interpretação da lei"; pl. piskei din, piskei halakha) ou simplesmente um "psak". Em hebraico, פסק é a   raiz que implica os significados de "parar" ou "cessar" — uma vez que o posek põe fim ao processo de debate legal. Piskei din são registrados na literatura de responsa.

## Formulando uma decisão (psak din)
Ao se formular uma decisão, um posek baseará seu psak din em uma análise meticulosa da doutrina jurídica relevante, assim como um estudo da aplicação desses princípios. Um posek deve assim ser completamente versado em literatura rabínica, desde o Talmude Babilônico, através das maiores codificações medievais, chegando aos estudiosos contemporâneos.
A decisão em si é uma tentativa de aplicar os precedentes e os princípios da tradição à questão ser perguntada. Um objetivo comum dos poskim a esse respeito, tanto quanto possível, ser consistente com a lei codificada, assim como com a jurisprudência.

## Papel do posek

### Judaísmo ortodoxo
Os poskim desempenham um papel integral no judaísmo ortodox em geral e entre os haredi em particular. 
Em 2014 foi publicado o primeiro livro de decisões baseadas na halacá escritas por mulher que foram ordenadas para servir como poskim (Idit Bartov e Anat Novoselsky). As mulheres foram ordenadas pelo rabino-chefe municipal de Efrata, Shlomo Riskin, após completarem o curso de ordenação feminino de estudos avançados em Lei Judaica com cinco anos de duração, no Midreshet Lindenbaum, assim como exames de admissão equivalentes às exigências feitas para os homens quando do acesso ao rabinato.

### Judaísmo conservador
O Judaísmo conservador se aproxima da ideia de Posek e da Halacá em geral de forma consideravelmente diferente, com os Poskim aqui aplicando um peso menor ao precedente e assim frequentemente reinterpretando (e até mesmo mudando) uma lei através de um argumento formal.  As decisões individuais de um rabino são consideradas de menor autoridade do que as obtidas do consenso entre vários rabinos. Ao mesmo tempo, todo rabino conservador tem o direito como mara d'atra de interpretar a lei judaica para sua própria comunidade, independentemente da responsa do comitê legal.

### Judaísmo progressista
Tanto o Judaísmo reformista quanto o reconstrucionista não consideram a lei judaica como vinculativa ou obrigatória.
Embora o grupo reformista enfatize a autonomia individual de seus membros, este nunca abandonou completamente o campo da literatura de responsa. Mesmo pensadores reformistas, tais como o rabino David Einhorn, produziram conteúdo nessa área. O rabino Solomon Freehof e seu sucessor Walter Jacob tentaram criar um conceito de  "Halacá Progressista", escrevendo numerosa literatura baseada em uma metodologia que coloca grande ênfase em sensibilidades correntes e ideais éticos. As coleções completas da literatura religiosa reformista estão disponíveis na página da Conferência Central dos Rabinos Americanos.
A posição reconstrucionista é a de que se os judeus tivessem formado comunidades coesas novamente, as regulações tornar-se-iam obrigatórias, apresentando a religião judaica como num "estado pós-Halacá". Assim, sua política base é permitir à tradição "um voto e não um veto" nos assuntos comunitários e pessoais.